# Esthlogena porosa
Esthlogena porosa là một loài bọ cánh cứng trong họ Cerambycidae.